# Andrés de Santa María
Andrés de Santa María Hurtado (Bogotá, 16 de diciembre de 1860-Bruselas, 29 de abril de 1945) fue un artista plástico colombiano, de origen inglés.

## Biografía
A los dos años fue llevado a Inglaterra, en donde pasó su niñez. En 1878 su padre fue nombrado Encargado de Negocios de Colombia en Francia, ante el gobierno de Patrice de Mac Mahon. Estudió en el Liceo Condorcet. En 1882 murió su padre e ingresó en la Escuela de Bellas Artes de París, en donde estudió guiado por Fernando Humberto y Enrique Gervex, y tuvo como compañeros de estudio a Ignacio Zuloaga, Santiago Rusiñol y al príncipe Eugenio de Suecia.

En 1887 pintó el óleo Lavanderas del Sena (Colección Museo Nacional de Colombia), que participó en el Salón de París. En 1889 pintó tres retratos para el Banco de Bogotá, incluido el de Matías de Francisco, gerente del Banco. Ese año también regresó a Colombia, en donde expuso sus obras en varias ocasiones. Dentro de sus estudiantes en la Escuela de Bellas Artes de Bogotá se cuentan Jesús María Zamora (pintor) y Fídolo González Camargo. En 1894 nació su hija Elena. 

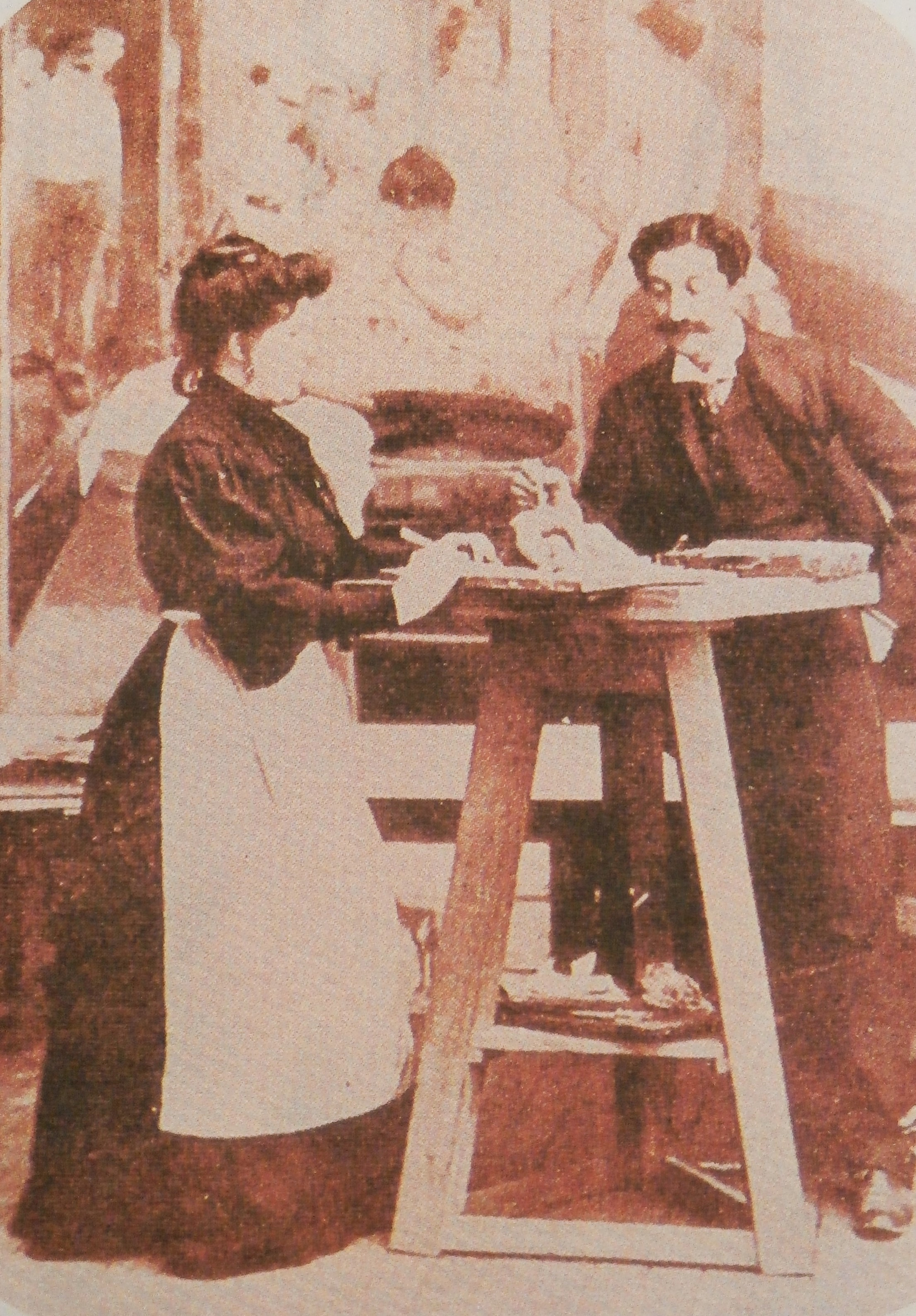
Andrés de Santa María con su esposa Amalia Bidwell en el estudio del artista.

En 1904 fue invitado por el presidente de la república, el general Rafael Reyes, a dirigir la Escuela de Bellas Artes de Bogotá. Incluyó clases de pintura con modelo desnudo. Este mismo año, organizó y participó en una exposición que causó la primera polémica estética del arte moderno en el país con sus obras Las lavanderas del Sena, Marinas, Caballos bebiendo. En este debate participaron Baldomero Sanín Cano, Ricardo Hinestroza Daza y Max Grillo. Creó la Escuela Profesional de Artes Decorativas e Industriales anexa, en donde dictó la cátedra de pintura y escultura. En 1910 fue encargado de coordinar la sección artística de la Exposición Nacional del Centenario, realizada como conmemoración del 20 de julio. Reunió 412 obras de 99 artistas que fueron expuestas en el Pabellón de Bellas Artes del Parque de la Independencia. Renunció al cargo de rector de la Escuela de Bellas Artes de Bogotá en 1911, regresó a Europa y se estableció en Bruselas.
En 1913 se radicó en París, en donde trabó amistad con Antoine Bourdelle. Al iniciar la Primera Guerra Mundial en 1914 se trasladó a Londres, viaja a España en 1915 y expuso en la Galería Benheim Jeune. Al finalizar la guerra, regresó a Bélgica y murió su hijo Andrés.
En 1926 pintó el tríptico del Capitolio Nacional, en el que representa a Simón Bolívar dirigiendo la campaña libertadora. En 1936 su obra es expuesta en el Palacio de Bellas Artes de Bruselas. En 1937 presenta una exposición retrospectiva en la Galería Burlington de Londres, con 125 pinturas realizadas desde 1907. En 1937 fue publicado el libro Andrés de Santa María de André de Ridder (Ediciones de la Bascule, Bruselas), la única monografía sobre Santa María publicada en vida. Murió el 29 de abril de 1945 en Bruselas a los 85 años.
Según algunos historiadores del arte, su obra, oscilante entre el simbolismo, el impresionismo, el posimpresionismo, el fauvismo y el expresionismo, marcó la introducción de la pintura moderna en Colombia. Santa María influyó notablemente en la obra de artistas posteriores como Fídolo González Camargo y Roberto Páramo, discípulos suyos en la Escuela de Bellas Artes de Bogotá. En América Latina, la crítica Marta Traba lo situó en paralelo con el venezolano Armando Reverón y con el uruguayo Pedro Figari.
La mayor colección de obras de su autoría (casi treinta óleos) se conserva en el Museo Nacional de Colombia en Bogotá, que posee piezas emblemáticas como En la playa de Macuto (circa 1907). Otras colecciones públicas con obras suyas son la Colección de Arte del Banco de la República, el Museo de Arte Moderno de Bogotá y el Museo de Antioquia de Medellín.

## Familia
Fue el tercero de seis hijos del matrimonio conformado por Andrés de Santa María Rovira y Manuela Hurtado Díaz.
Su madre era prima del político Ezequiel Hurtado Hurtado.
En 1893 contrajo matrimonio en Francia con Amalia Bidwell Hurtado, prima, con quien tuvo 8 hijos: Elena, Amalia, Andrés, Ricardo, Magdalena, Raimundo, Carmen e Isabel.

## Galería de imágenes
|                     |
| El arreglo del bebé |

|        |
| El río |

|                   |
| El sombrero negro |

|                     |
| Mujer con canasto I |

|                                    |
| Retrato de María Mancini a caballo |

|                       |
| Figura en fondo verde |

|                                    |
| Autorretrato Andrés de Santa María |

|             |
| La española |

|                      |
| La batalla de Boyacá |

## Exposiciones temporales (póstumas)
- "Andrés de Santa María". Bogotá: Galerías de Arte (Avenida Jiménez) - Ministerio de Educación Nacional. Número de obras: 38 de Andrés de Santa María.
- "Andrés de Santa María. Colección de Isabelle Pigault de Beaupré". Bogotá: Museo Nacional de Colombia, 1960. Número de obras: sin información.
- "Andrés de Santa María". Bogotá: Museo de Arte Moderno, 1971. Curada por: Eugenio Barney Cabrera, Eduardo Mendoza Varela y Germán Rubiano Caballero. Número de obras: sin información.
- "Andrés de Santa María". Medellín: Galería La Oficina, 1976. Número de obras: 9 de Andrés de Santa María.
- "Andrés de Santa María, 1860-1945". París: Museo Marmottan, 1985-1986. Organizada por: Isadora de Norden, María Cristina Zuleta de Patiño, Ana Vejarano de Uribe y Francoise de Tailly. Número de obras: 51 de Andrés de Santa María.
- "América, mirada interior: Figari, Reverón, Santa María". Bogotá: Biblioteca Luis Ángel Arango, 1985. Curada por: Biblioteca Luis Ángel Arango. Número de obras: 20 de Andrés de Santa María y 31 de otros artistas.
- "Andrés de Santa María". Cali: Museo La Tertulia, 1987. Curada por: Miguel González. Número de obras: 35 de Andrés de Santa María.
- "Andrés de Santa María: nuevos testimonios, nueva visión. Obras de las colecciones de Bélgica". Bogotá: Biblioteca Luis Ángel Arango, 1989. Curada por: Carolina Ponce de León. Número de obras: 75 de Andrés de Santa María.
- "Andrés de Santa María (1860-1945): un precursor solitario". Colombia: Museo Nacional (Bogotá) y Sala Cultural Avianca (Barranquilla) / Venezuela: Fundación Museo Armando Reverón (Macuto) y Fundación Museo de Bellas Artes (Caracas), 1998-1999. Curada por: Beatriz González, Federica Palomero, Katherine Chacón y María Elena Huizi. Número de obras: 48 de Andrés de Santa María.
- "Andrés de Santa María: los años colombianos, 1893-1911". Bogotá: Museo de Arte Moderno, 2014. Curada por: Halim Badawi. Número de obras: 42 de Andrés de Santa María y 31 de otros artistas.